# Radars AN/APG-65 et AN/APG-73
Les radars AN/APG-65 et AN/APG-73 désignent une famille de radars tout temps conçu par Hughes Aircraft (aujourd'hui Raytheon) pour le F/A-18 Hornet et montés sur différents avions de chasse. Le radar APG-79 est une version modernisée intégrant une antenne réseau à commande de phase (Active Electronically Scanned Array, AESA).
Ces radars Doppler pulsés opérants en bande I sont conçus à la fois pour les missions air–air et air–surface. Pour les opérations air–air, ils intègrent plusieurs modes de recherche, de poursuite et de poursuite sur information discontinue (track-while-scan) afin de donner au pilote toutes facilités pour l'observation et l'engagement. Les modes air–surface comprennent un système de netteté du faisceau Doppler et de mise à jour de la cartographie, un radar à synthèse d'ouverture de moyenne portée, la possibilité d'engager des cibles au sol qu'elles soient fixes ou mobiles et un dispositif de recherche à la surface de la mer. Sur F/A-18, le radar est fixé sur un support coulissant dans le nez de l'appareil pour en faciliter la maintenance.

## AN/APG-65

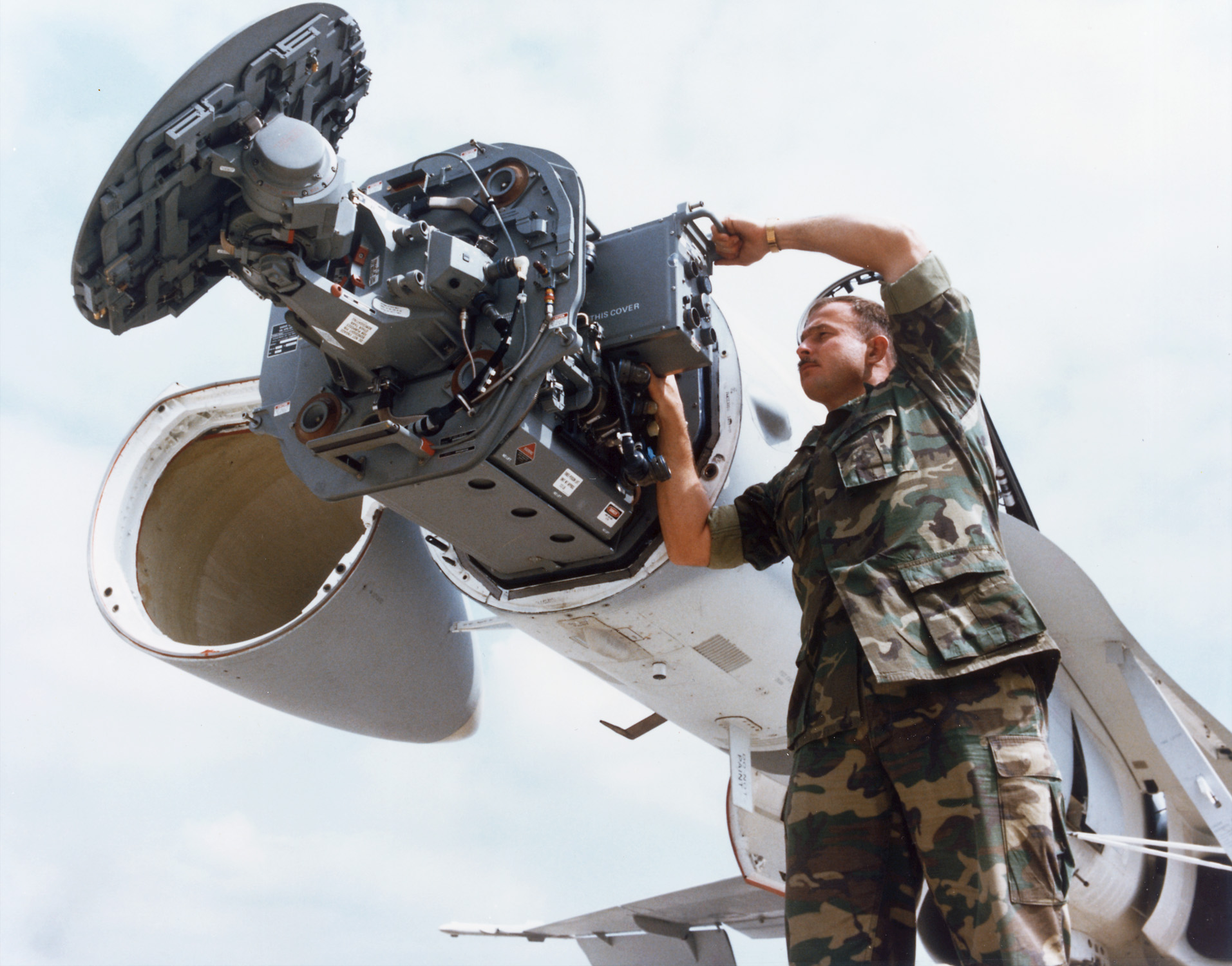
Un AN/APG-65 d'un F/A-18.

L'APG-65 a été développé à la fin des années 1970 et a été opérationnel à partir de 1983. Ce radar d'une masse de 204 kg permet la recherche de vitesse (ce qui donne au pilote une portée de détection maximale pour les cibles de face), la mesure de distance sur information discontinue (range-while-scan) pour détecter des cibles quel qu'en soit l'aspect,  le track-while-scan qui offre à l'avion, lorsqu'il est associé à un missile autonome comme l'AIM-120, un mode « tire et oublie » (launch-and-leave), la poursuite de cible unique, la conduite de tir et l'évaluation des conditions d'attaque (l'opérateur peut agrandir la zone centrée sur une cible unique ce qui permet de séparer des cibles très rapprochées).
Bien qu'il ne soit plus en production, l'APG-65 reste en service sur les F/A-18 Hornet de l'US Navy et du corps des Marines des États-Unis ainsi que dans les forces aériennes du Canada, de l'Australie, du Koweït et de l'Espagne. Il a également été adapté pour moderniser les F-4 Phantom allemands et grecs ainsi que les AV-8B Harrier II du corps des Marines des États-Unis et des marines espagnole et italienne.

## AN/APG-73

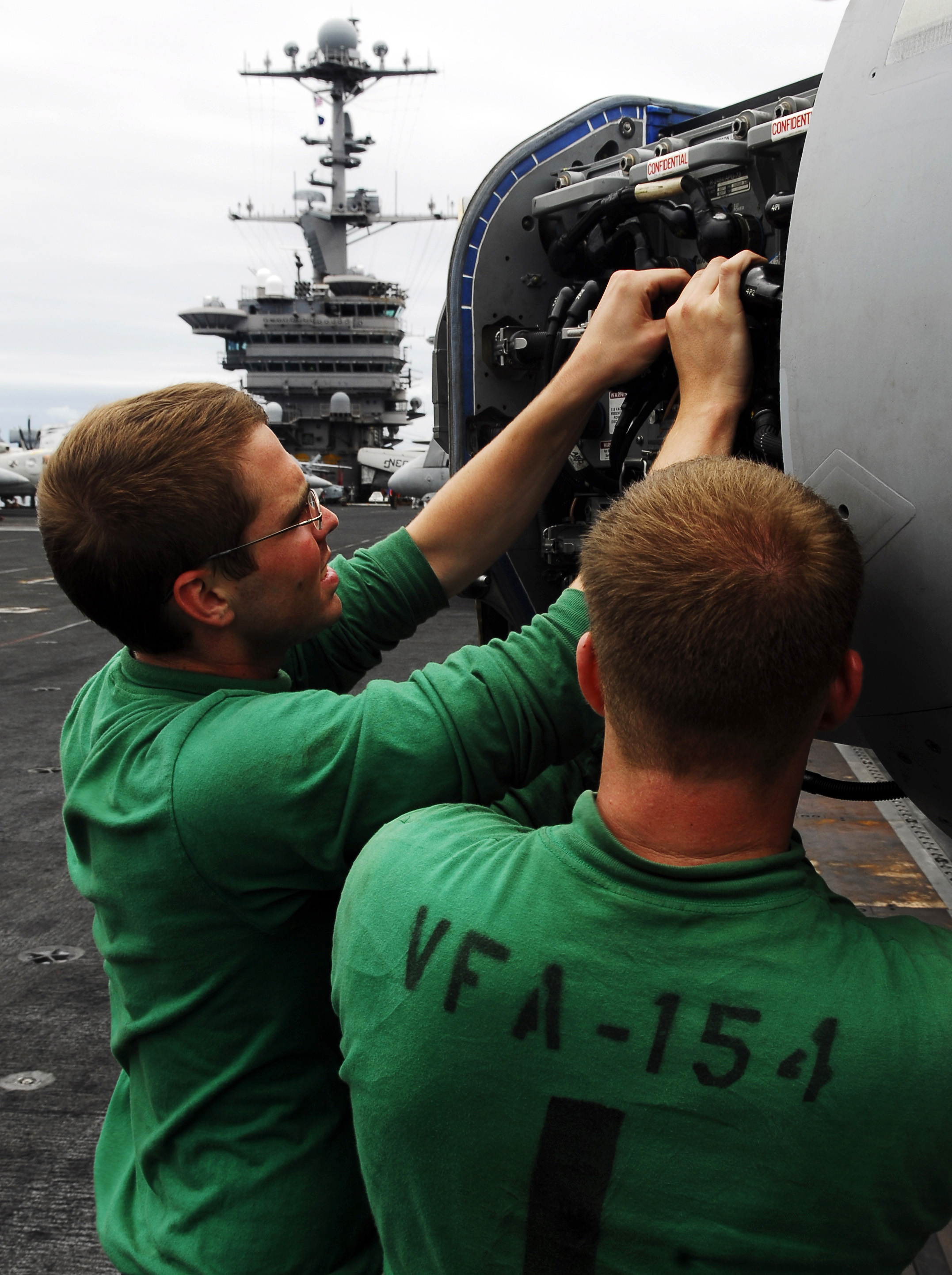
Maintenance d'un AN/APG-73.

L'APG-73 est un APG-65 modifié vers la fin des années 1980 avec un processeur plus rapide, plus de mémoire, une bande passante élargie, une fréquence plus adaptable, un taux d'échantillonnage analogique/numérique plus élevé, une fiabilité accrue et une maintenance simplifiée. Sa masse est de 175 kg.
Pour réduire les coûts de production, de nombreuses cartes en version améliorée sont communes au radar APG-70 (F-15). Les ingénieurs ont choisi le langage de programmation « Jovial » ce qui leur permet d'emprunter et d'adapter des programmes déjà écrits pour l'APG-70. Comme il est pourvu d'un détecteur de mouvement, d'un générateur d'onde élargie et d'un équipement de contrôle spécifique, l'APG-73 peut générer des cartes terrestres en haute résolution et utiliser des algorithmes de pointe de corrélation d'image pour améliorer la précision du pointage des armes.
Depuis 1992, l'APG-73 a été opérationnel sur les F/A-18C et D de l'US Navy et du corps des Marines des États-Unis, sur les premiers exemplaires de F/A-18E/F Super Hornet de l'US Navy et dans les forces aériennes de Finlande, de Suisse, de Malaisie, du Canada et d'Australie. Au total 932 APG-73 ont été livrés, les derniers en 2006.